# Opération Yakhin

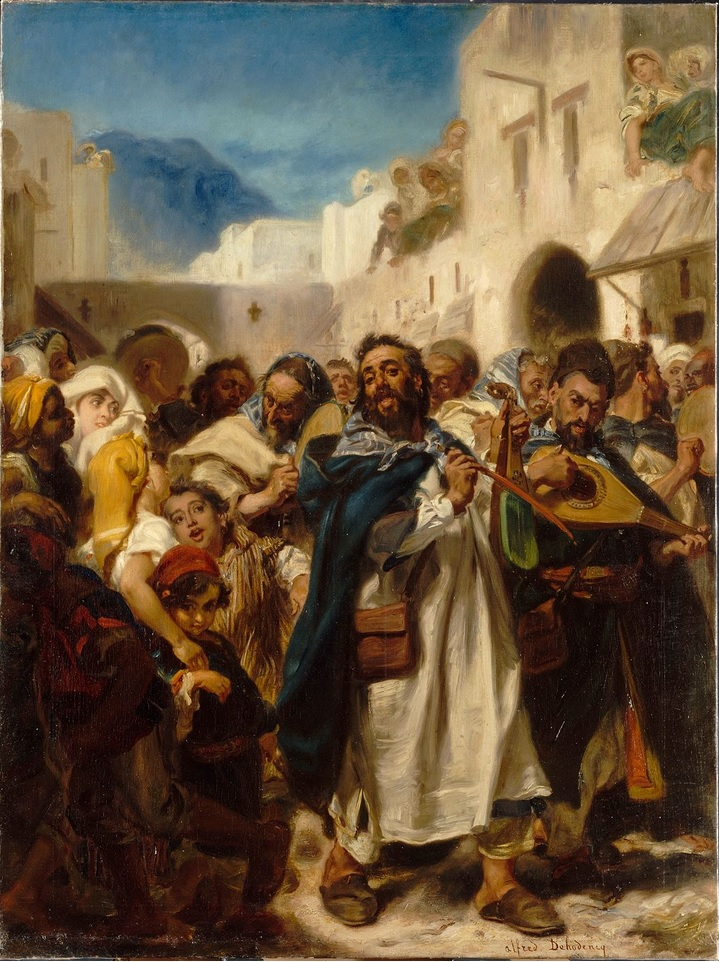
Fête juive à Tétouan (Jewish Festival in Tetuan), Alfred Dehodencq, 1865

L'Opération Yakhin est le nom de code d'une opération clandestine qui permit d'emmener, entre 1961 et 1964, 97000 Juifs du Maroc vers l'État d'Israël.

## Histoire
Les navires partaient de Casablanca et Tanger.